# Canadian Pacific Lines in Vermont
Le Canadian Pacific Lines in Vermont (CPVT), filiale du Canadien Pacifique (en : Canadian Pacific Railway), était un chemin de fer américain de classe I qui opérait dans le Vermont. Pour respecter les directives de l'Interstate Commerce Commission, les lignes détenues par le Canadien Pacifique dans le Vermont furent regroupées au sein d'une filiale américaine indépendante baptisée Canadian Pacific Lines in Vermont.

## Histoire
Les lignes du Canadien Pacifique dans le Vermont étaient composées des deux lignes suivantes :
- les 42 km de l'ancien Newport and Richford Railroad, loué au CP depuis 1881. Une partie de cette route pénétrait dans la province canadienne de Québec.
- les 103 km de voies entre Newport et le village de Wells River au sud, initialement détenue par le Boston & Maine Railroad. Cette ligne, exploitée conjointement avec le Boston & Maine, offrait une route directe entre Montréal, Québec, et Boston, Massachusetts. Sur cette ligne, le CP et le B&M, exploitaient conjointement deux trains de voyageurs : l'un train de jour l'Alouette, et l'autre de nuit le Red Wing.

Les lignes du Canadien Pacifique dans le Vermont n'avaient aucune connexion avec celles du Canadien Pacifique dans le Maine (Canadian Pacific Lines in Maine).
En 1950, le CPVT réalisait plus d'un million de revenu (1,9 million par le fret et 162 000 dollars par les voyageurs), ce qui lui permit de faire partie des chemins de fer américains de classe I.